# St. Martin (Stotzheim)

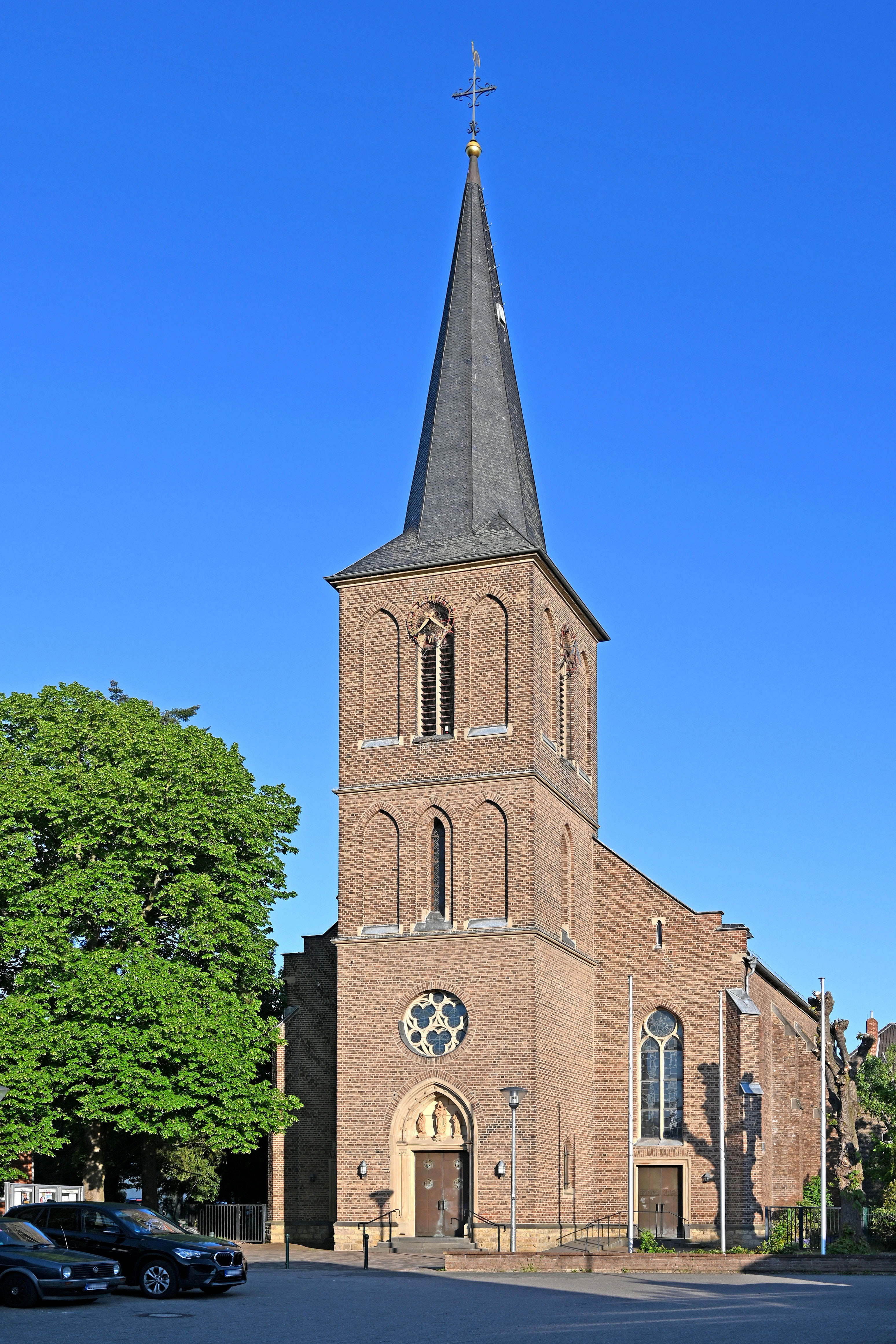
St. Martin in Stotzheim

Die katholische Pfarrkirche St. Martin in Stotzheim, einem Stadtteil von Euskirchen im Kreis Euskirchen in Nordrhein-Westfalen, wurde 1864/65 errichtet. Die Kirche ist ein geschütztes Baudenkmal.

## Geschichte
Die Pfarrei Stotzheim wurde 1316 im Liber valoris erstmals urkundlich erwähnt. Der Vorgängerbau der heutigen Kirche wurde Anfang des 16. Jahrhunderts errichtet. 1864 war die Anzahl der Katholiken im Ort auf 1300 angewachsen und die Kirche war für die Gemeinde zu klein geworden. Deshalb ließ man die alte Kirche abbrechen und an anderer Stelle einen neugotischen Bau nach den Plänen von Vincenz Statz errichten. Die Grundsteinlegung erfolgte im August 1864, ein Jahr später wurde das Turmkreuz aufgerichtet und am 7. Juni 1866 wurde die Kirche geweiht.
Wegen Einsturzgefahr der Gewölbe musste die Kirche 1988 geschlossen werden und es kam zu einer vollständigen Erneuerung der Gewölbedecke und der Neugestaltung des Chorraumes.

## Architektur
Der Backsteinbau ist eine vierjochige, kreuzgratgewölbte Hallenkirche mit drei Schiffen. Im Westen schließt sich der eingezogene, dreiseitig geschlossene Chor an. Im Osten ist ein viergeschossiger, durch Stockwerkgesimse und spitzbogige Wandfelder gegliederter Turm vorgelagert. Im Erdgeschoss des Turms befindet sich das Hauptportal mit Tympanon. Im Glockengeschoss sind spitzbogige Klangarkaden und der Turm schließt mit einem spitzen, achtseitigen Helm ab.
Das Kirchenschiff besitzt zweibahnige Spitzbogenfenster mit einfachem Maßwerk und Glasmalereien. Der spitzbogige Triumphbogen verbindet den Kirchenraum mit dem kreuzrippengewölbten Chor.

## Ausstattung
Der Kirchenmaler Gustav Fischer nahm 1876 die Ausmalung der Kirche vor. Die barocken Seitenaltäre und die Heiligenfiguren wurden in den Jahren 1936 bis 1941 angeschafft. 1953 wurden drei neue Fenster im Chor eingebaut, da die alten Fenster im Krieg zerstört wurden.
1969 wurde im Zuge einer umfassenden Kirchenrenovierung der Chor umgestaltet, ein neuer Altar errichtet und die Fenster des Kirchenschiffes erneuert. 1979 wurden drei neue Bronzeportale mit Szenen aus dem Leben des Schutzpatrons, des heiligen Martin, sowie mit Motiven des Martinsbrauchtums eingebaut. Sie wurden von dem Bildhauer Olaf Höhnen geschaffen.

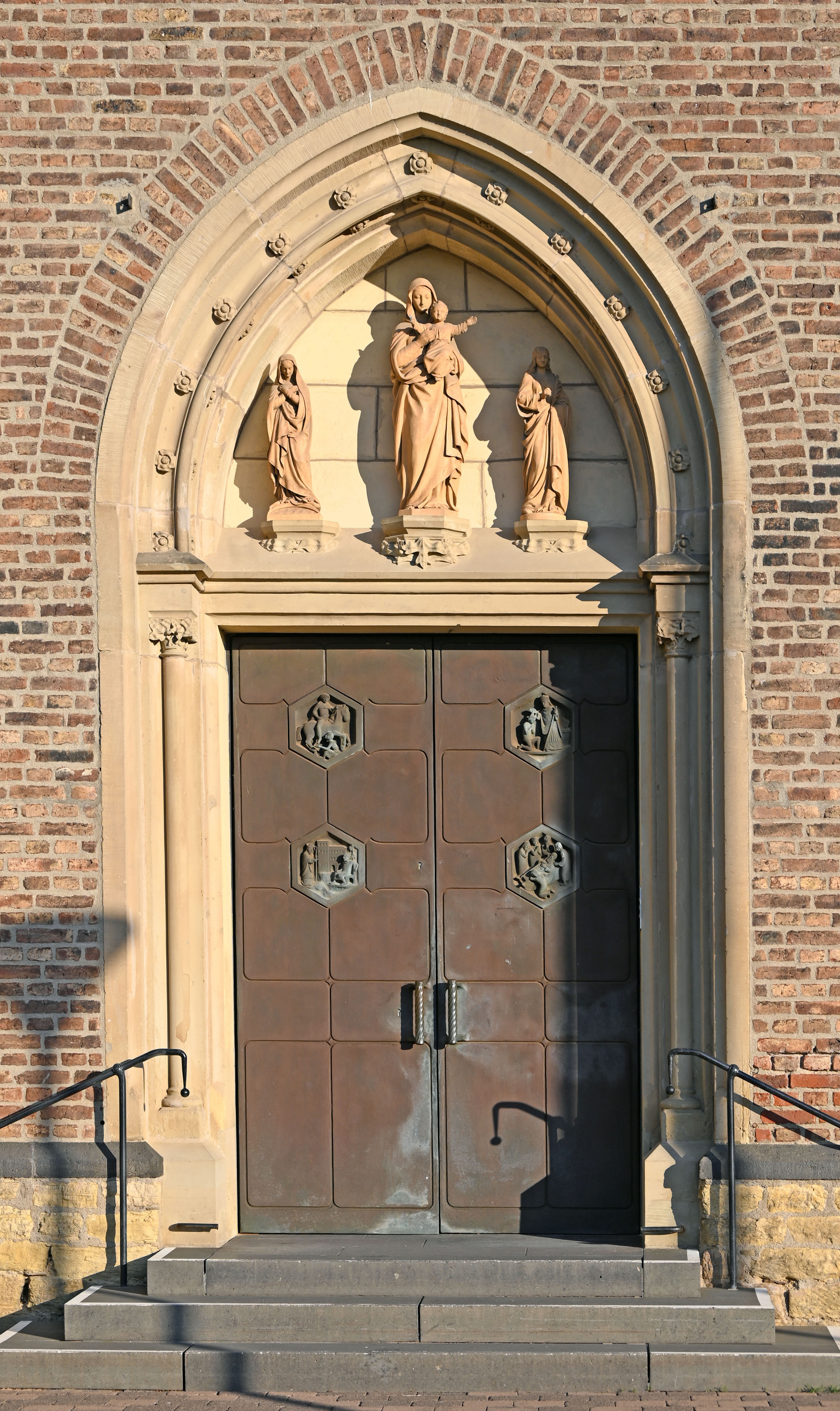
Portal
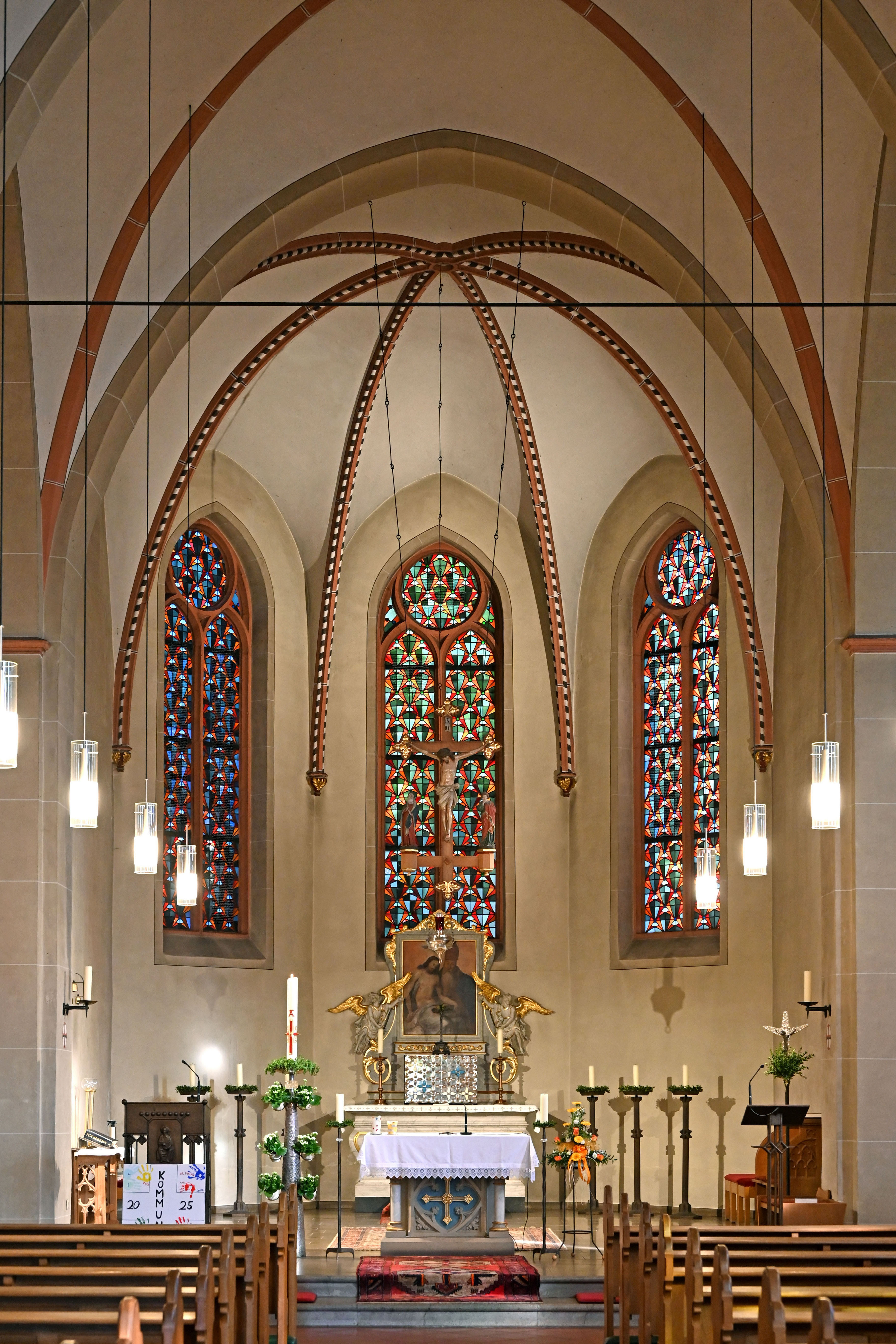
Chor
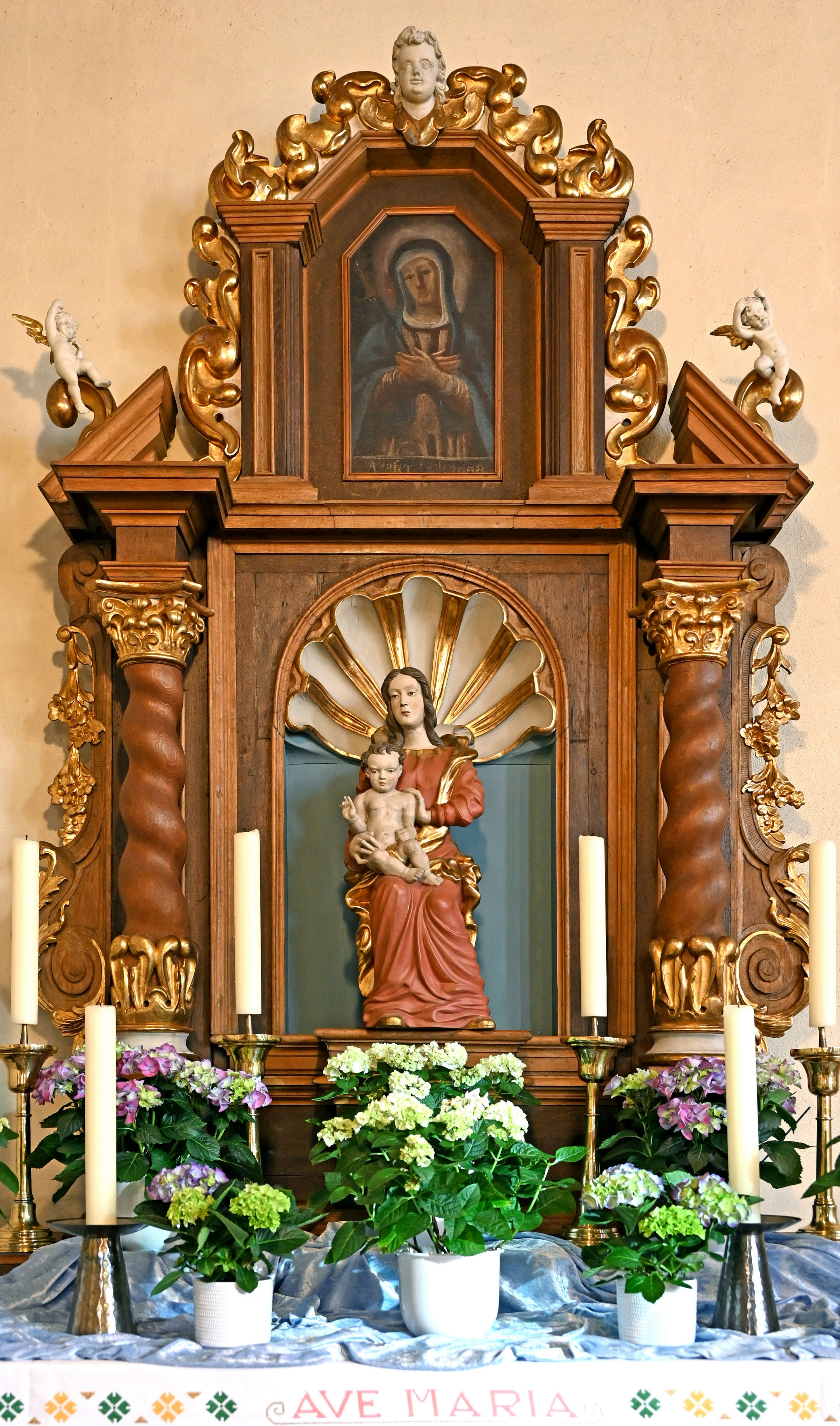
Marienaltar
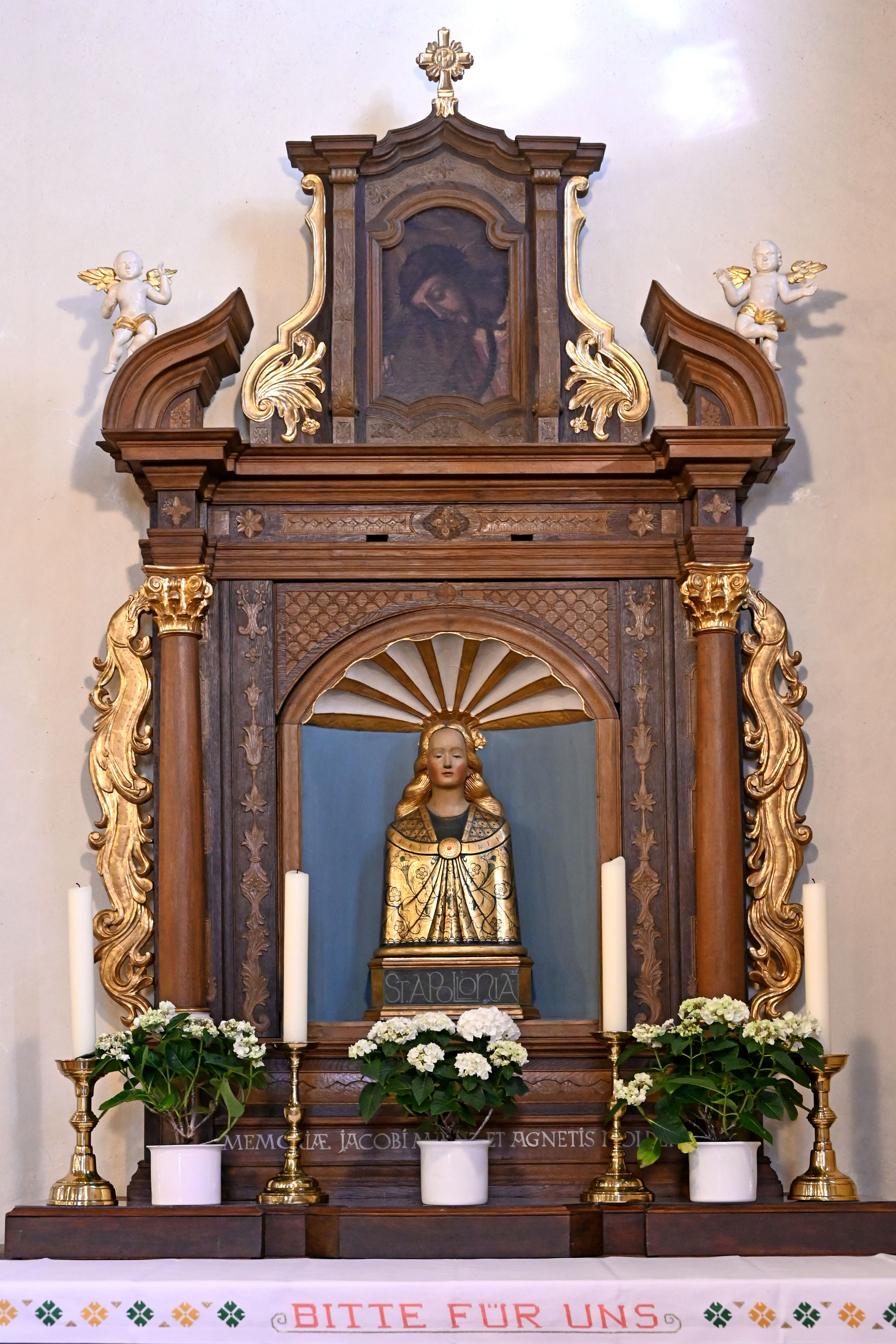
Apollonia-Altar
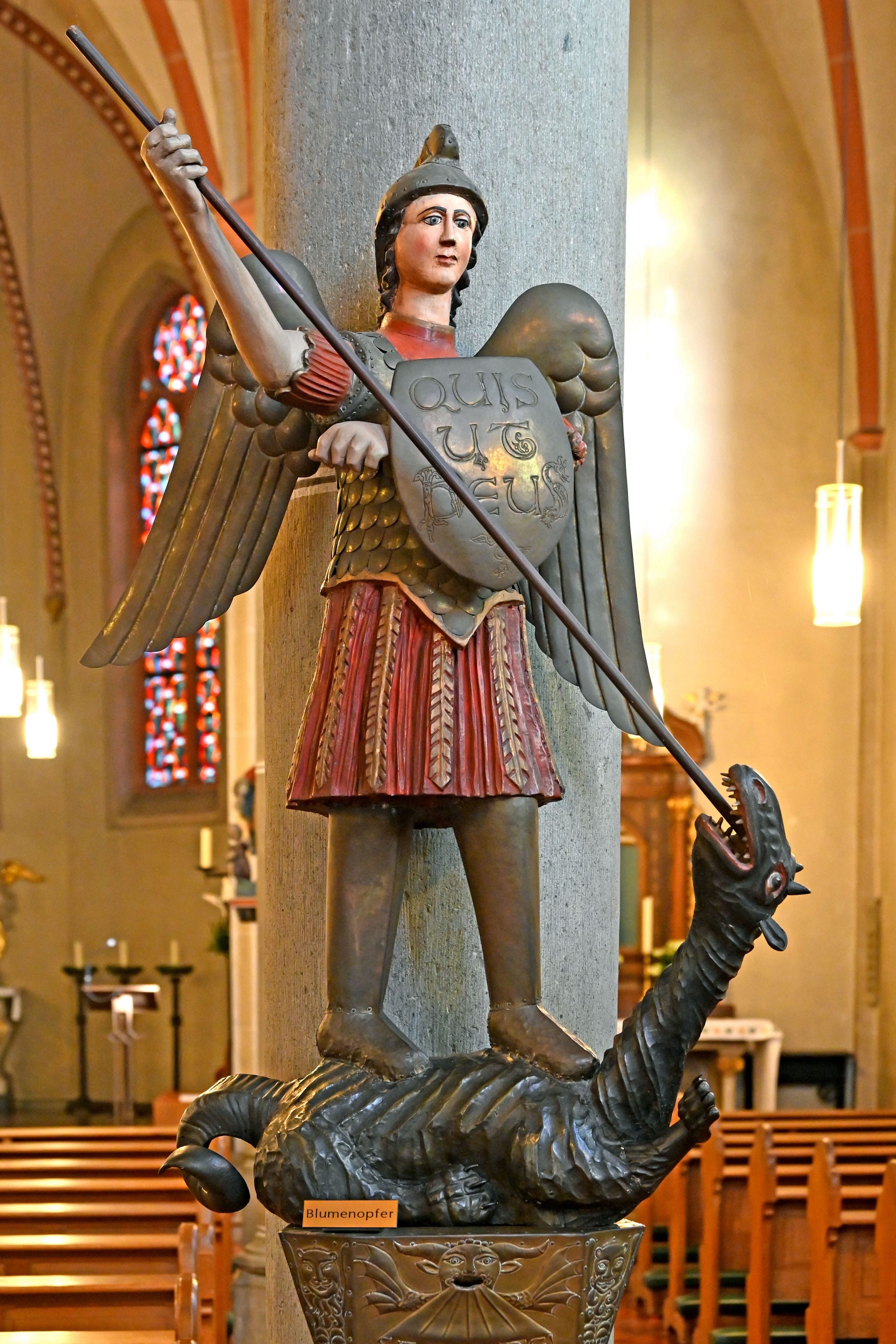
Statue St. Michael
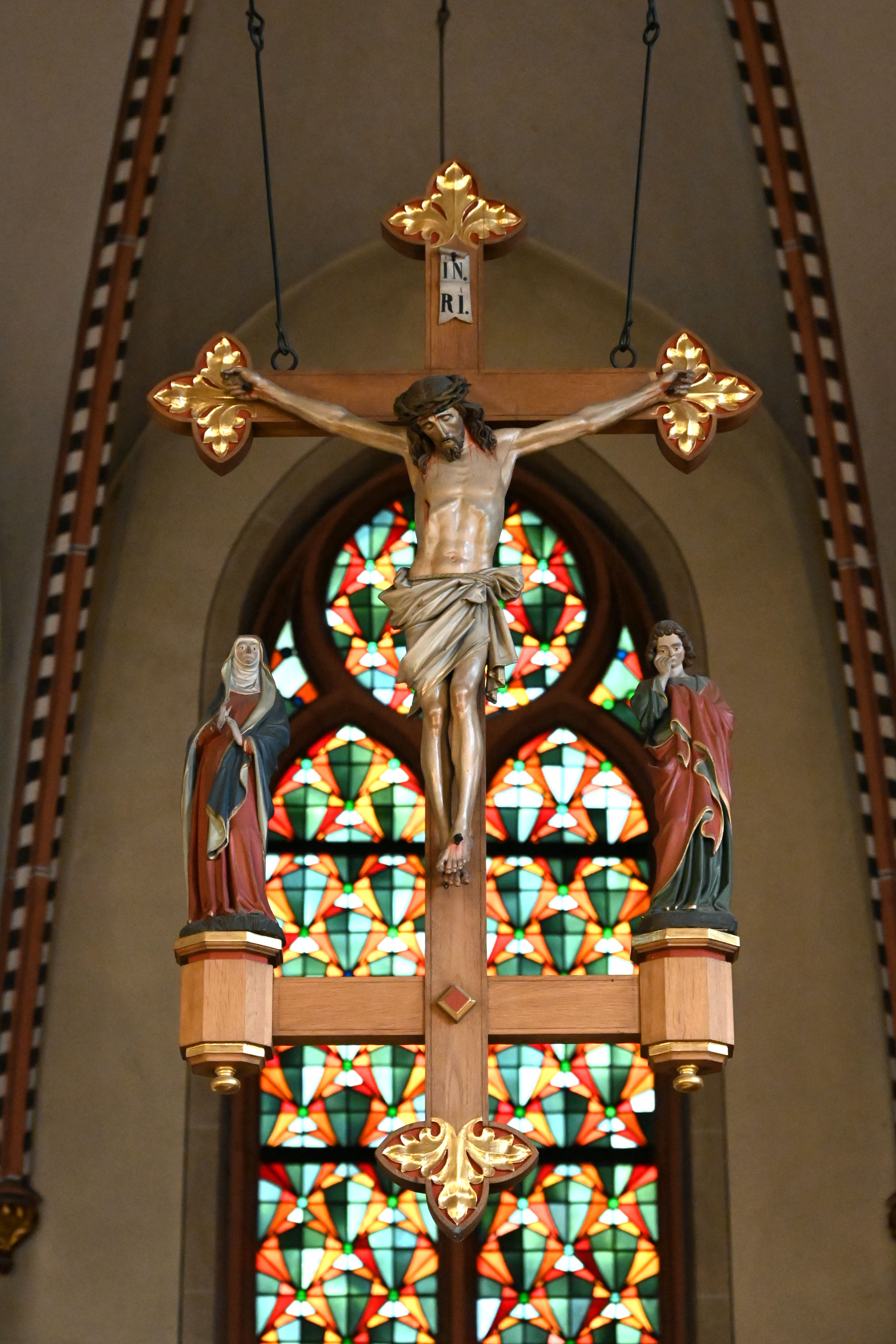
Chorkreuz
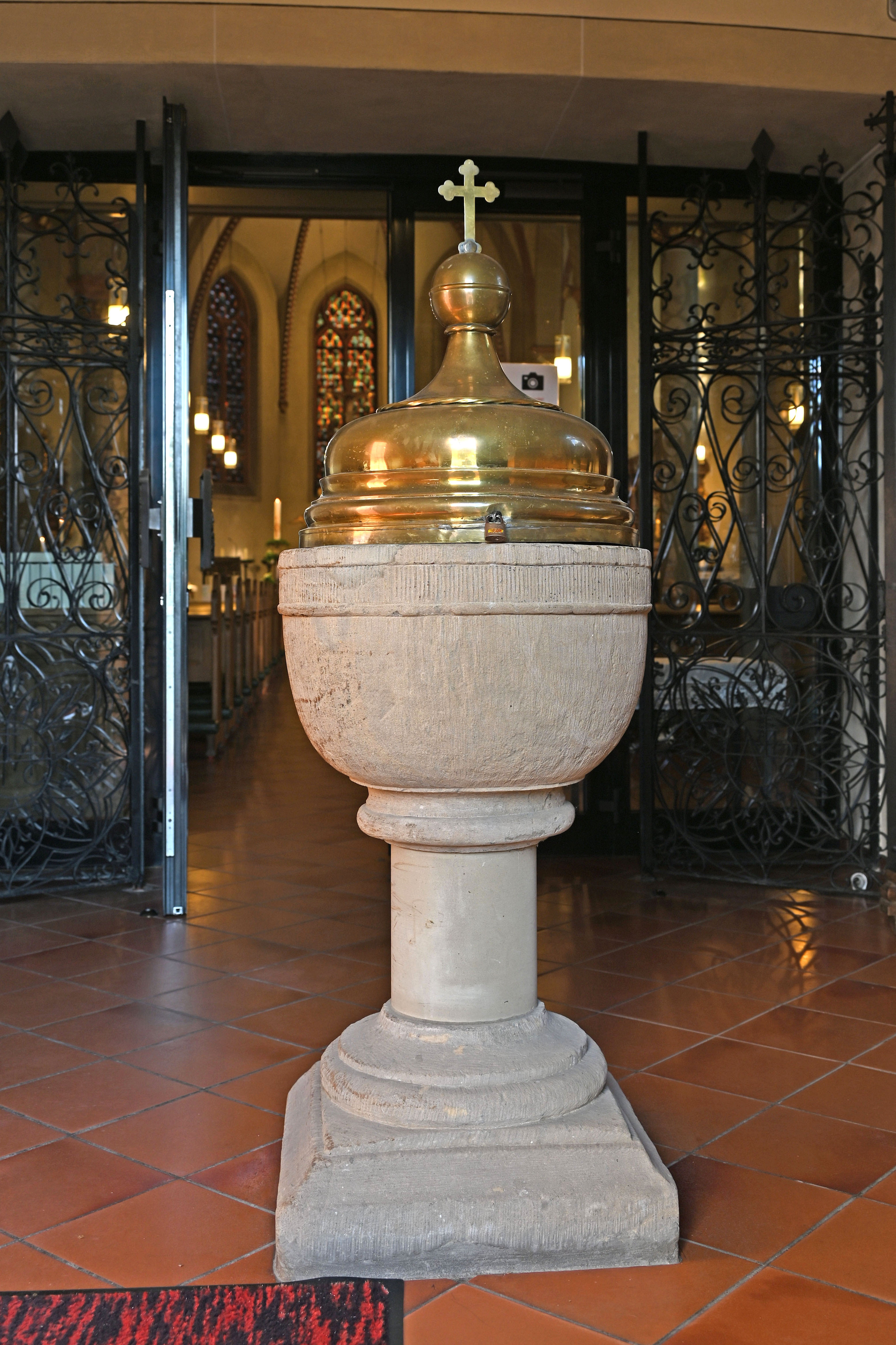
Taufstein (17. Jh.)
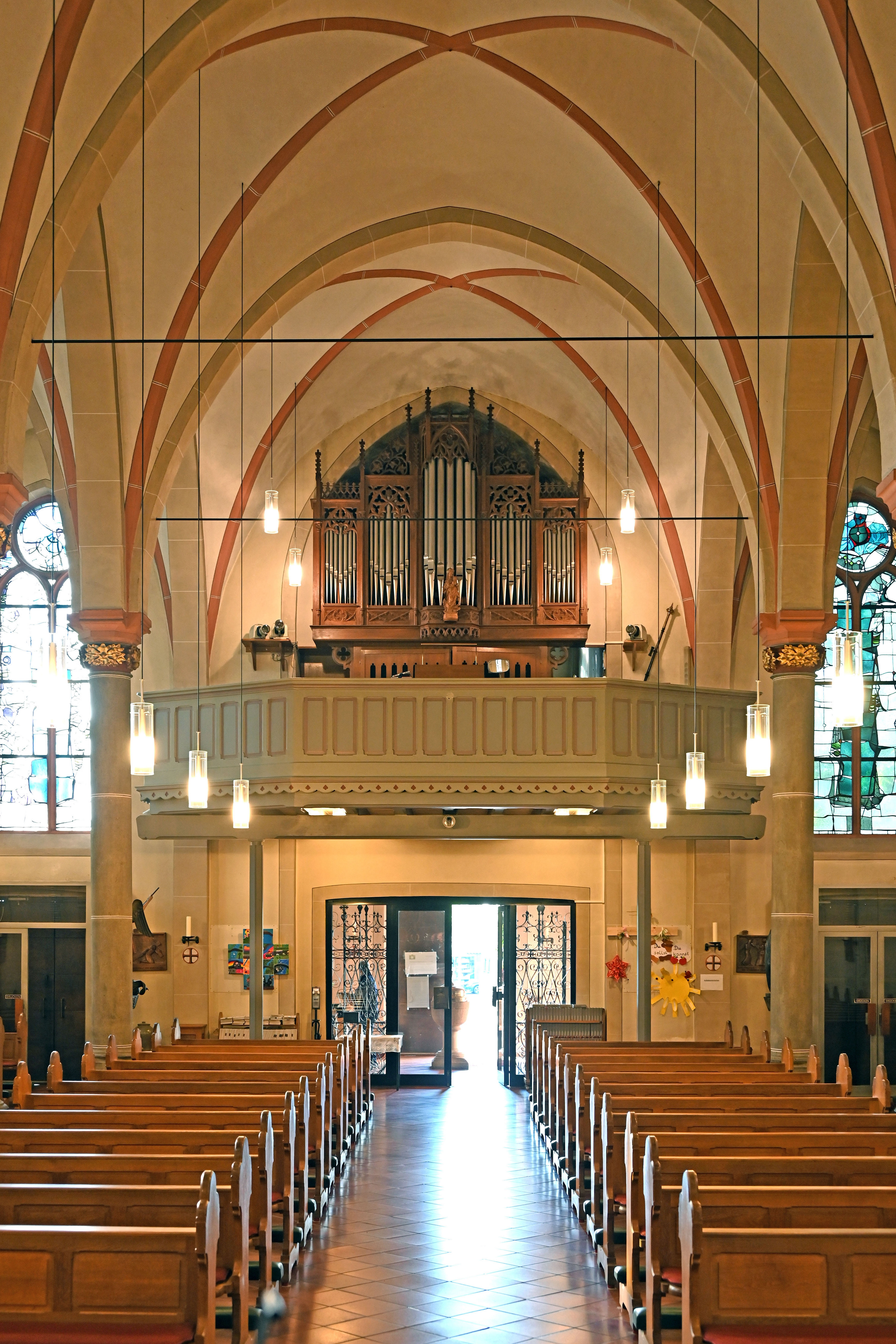
Blick zur Empore

## Orgel

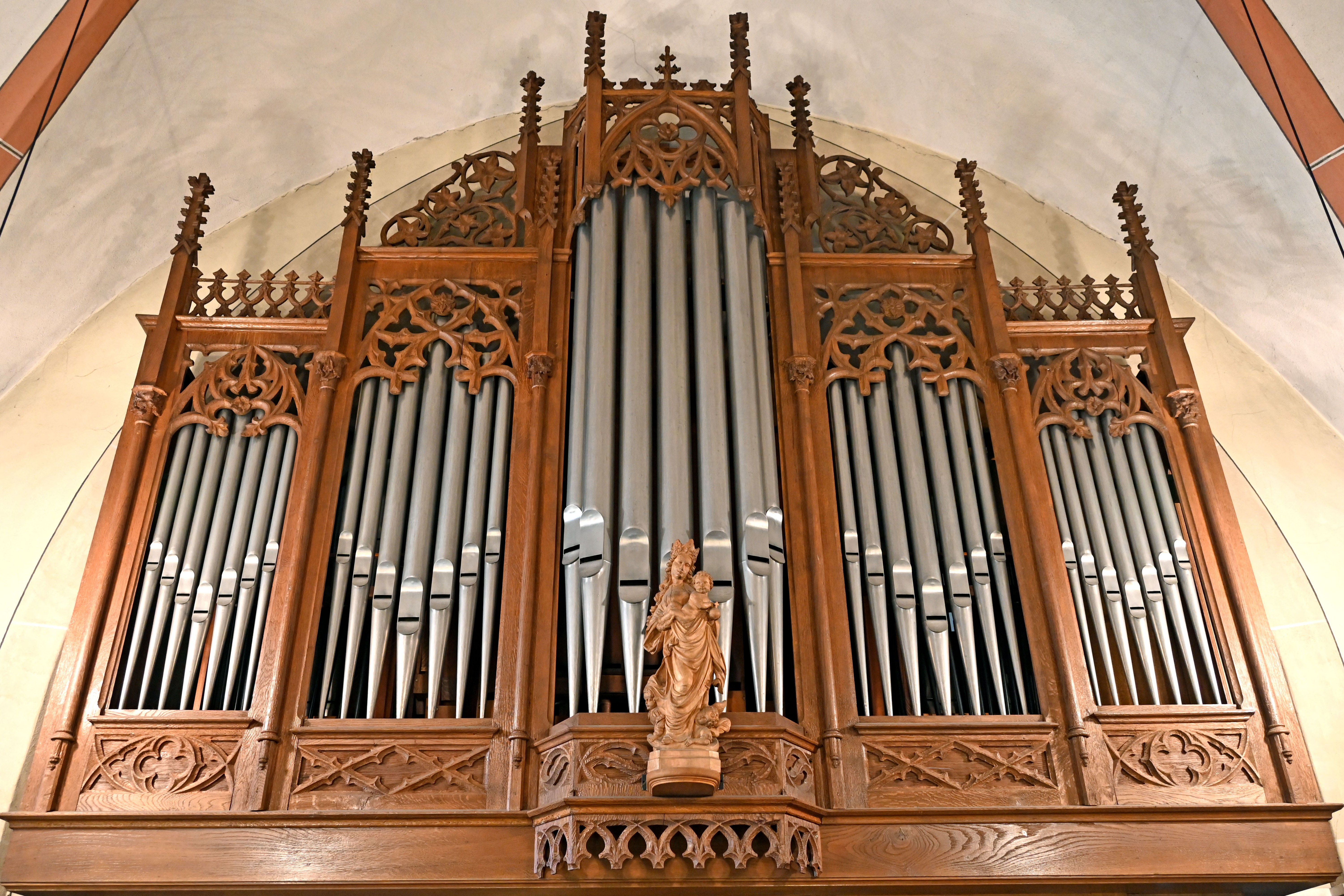
Orgel von Franz Joseph Schorn (1874), erweitert von J. Weimbs (1969), II/P/21

Die Orgel stammt vom Kuchenheimer Orgelbauer Franz Joseph Schorn (1834–1905). Sie wurde 1874 eingebaut und 1969 von Josef Weimbs erweitert und renoviert.

## Glocken
Die sechs Glocken wurden bei Petit & Gebr. Edelbrock in Gescher gegossen und am 1. November 1959 geweiht.

## Pilgerweg
Die Via Coloniensis von Köln nach Trier geht an der Kirche Sankt Martin vorbei. Der Jakobsweg geht dann weiter durch Frankreich und Spanien bis nach Santiago de Compostela.